# Little Lovers SHE SO GAME
『Little Lovers SHE SO GAME』（リトルラバーズ シーソーゲーム）は、1999年9月2日に日経映像・NTT出版より発売されたプレイステーション用テーブルトークRPG。PC版『Little Lovers』の世界を舞台にしたボードゲーム。

## 概要
6人の個性的なヒロインのなかから1人を選び、自分と友人3人の合計4人（人数が足りない時はCPUキャラクターが加わる）で協力しあったり、時には出し抜いたりしながら、3年間の高校生活のなかでヒロインの心を射止めることを目指す。イベントシーンは合計で約30時間（1エピソードにつき約5時間）に及び、作画枚数は1万枚を超える。音声ファイル数は約9,000。
1996年に企画がスタートし、1998年6月に制作発表会を開催。当初の発売予定は1998年冬だったが、延期を繰り返し1999年9月に発売された。初回特典は着メロコマンド付キャラクターカード。2001年3月には廉価版がMajor Wave シリーズより発売された。なお、企画・総監督を務めたイシイジロウは、攻略ガイドのインタビューにおいて「Little Lovers の設定を使ったもので、最低でもあと1つくらいは何か作りたい」と語っていたが、発売直後の1999年10月に脚本・演出を担当した大舘俊一が退職し、またイシイも2000年にチュンソフトに移籍したことで開発チームは実質的に解散となり、シリーズは本作で完結することとなった。

## 登場人物

### メインキャラクター
神藤 ゆりか （しんどう ゆりか）
声 - 矢島晶子
誕生日：10月21日、血液型：O型、身長：160cm、体重：43kg、3サイズ：85/56/82
EPISODE I 「僕と彼女と週末に」のヒロイン。1年2学期に緑ヶ丘高校に転校してくる。グラビアモデルをしており男子生徒の間で有名人となるが、本人はそうした目で見られるのをあまり好まない。前の高校では新体操の特待生だったが、事故による膝の故障で新体操ができなくなり緑ヶ丘高校に転校してきたという過去を持つ。
桜井 ゆきえ （さくらい ゆきえ）
声 - 川澄綾子
誕生日：12月8日、血液型：A型、身長：156cm、体重：46kg、3サイズ：83/58/87
EPISODE II 「夏草の誘い」のヒロイン。天然で泣き虫な女の子で、野球部のマネージャーを務めるが運動はかなり苦手。先輩である山崎一夫に好意を抱き、彼に恋人がいることを承知のうえで野球部のマネージャーとなる。しかし山崎が地区大会での敗退後、家庭を持つために退学したことから彼女の心に変化が生じ始める。
荻原 なな （おぎわら なな）
声 - 小西寛子
誕生日：7月17日、血液型：B型、身長：162cm、体重：45kg、3サイズ：80/55/83
EPISODE III 「あの歌が思い出せない」のヒロイン。学校に対して醒めた考えを持つサボリの常習犯だが、文化祭の時にバンドを結成することを決意し、その実力もあって有名な存在になっていく。4歳年上の彼氏（後述の志摩一子の兄）がおり、その関係は1年近く続く。
冬月 あや （とうげつ あや）
声 - 菅原祥子
誕生日：3月3日、血液型：AB型、身長：155cm、体重：43kg、3サイズ：87/57/85
『Little Lovers』のヒロインの1人で、EPISODE IV 「失くした1/2」のヒロイン。中学の卒業式の日に火事で両親と婚約者を失い、心を閉ざしてしまう。絵を描くことが得意で中学の時は美術部に所属していた。親友の山川紀美子などの協力もあって、徐々に心を開いていく。
松浦 くるみ （まつうら くるみ）
声 - 笹本優子
誕生日：6月9日、血液型：B型、身長：163cm、体重：42kg、3サイズ：76/56/80
『Little Lovers』のヒロインの1人で、EPISODE V 「ひまわり」のヒロイン。陸上部のハイジャンプ選手。誰とでもすぐ仲良くなれる明るい女の子だが、勉強は不得意でマークシート以外では芸術的な点数ばかり取っている。そんな彼女と友達になるが、その関係にも徐々に変化が生じ始める。
日向 さゆり （ひゅうが さゆり）
声 - 吉田古奈美（現・吉田小南美）
誕生日：5月15日、血液型：A型、身長：160cm、体重：47kg、3サイズ：83/58/85
『Little Lovers』のヒロインの1人で、EPISODE VI 「四月の風」のヒロイン。成績優秀・スポーツ万能、また家庭的でもある正統派ヒロイン。クラスでは委員長を務めており、責任感が強く、怒ると怖い。2年生で同じクラスとなり、様々な事情を垣間見ていくこととなる。

### サブキャラクター （シナリオ関係者）
関口 牧子 （せきぐち まきこ）
声 - 芳野美樹
EPISODE I に登場。自分が目立たないと気が済まないタイプのクラス委員長で、何かとゆりかをライバル視する。4月11日生まれのO型。
中村 弘子 （なかむら ひろこ）
声 - 橘ひかり
EPISODE II に登場。ゆきえの幼なじみかつ親友であり、ドジなゆきえを支えるしっかり者。8月20日生まれのAB型。
山崎 一夫 （やまざき かずお）
声 - 鳥海浩輔
EPISODE II に登場。緑ヶ丘高校野球部のエースで超高校級の実力の持ち主。手塚裕子という聴覚に障害を持つ恋人がいる。
志摩 一子 （しま いちこ）
声 - 浅川悠
EPISODE III に登場。ななの良き理解者で、彼女が組んだバンドではドラムスを担当する。9月7日生まれのA型。
荻原 多佳子 （おぎわら たかこ）
声 - 松下美由紀
EPISODE III に登場。ななの母親。ジャズバーで歌手をしている。イベントで1度だけ登場。
山川 紀美子 （やまかわ きみこ）
声 - 松下美由紀
EPISODE IV に登場。あやの親友で、火事以来心を閉ざしてしまったあやを心配している。美術部に所属。10月7日生まれのB型。
天方 順一 （あまがた じゅんいち）
声 - 高木渉
EPISODE IV に登場。あやの中学時代の美術教師で元婚約者。火事の際あやの両親を助けようとして亡くなった。故人ではあるが、3年1学期の進路相談のときに全プレイヤーの「感性」のパラメータが100以上あると登場する。
天方 光 （あまがた ひかる）
声 - 堀江由衣
EPISODE IV に登場。天方順一の妹。兄とは11歳違いであやとは2歳違い。兄が亡くなったのはあやのせいだと、あやに厳しい言葉を浴びせる。根は素直な性格で、昔はあやを姉のように慕っていた。1月17日生まれのA型。
太田 智子 （おおた ともこ）
声 - 水橋かおり
EPISODE V に登場。くるみと同じ陸上部に所属する、本作唯一のメガネっ娘。『Little Lovers』では「恵子」という名前だったが、なぜか改名した。5月9日生まれのO型。
池田 一枝 （いけだ かずえ）
声 - 吉住梢
EPISODE VI に登場。さゆりの中学からの親友で、控えめなさゆりとは異なり積極的な性格。6月13日生まれのB型。スタッフ（イシイ・大舘）一押しのサブキャラクターである。
日向 ゆき （ひゅうが ゆき）
声 - 高橋美佳子
EPISODE VI に登場。さゆりの3歳離れた妹。交通事故で足が不自由になり車椅子生活をしているが明るさを忘れない。5月29日生まれのA型。

### サブキャラクター （お邪魔キャラ・その他）
竿田 （さおだ）
声 - 大西健晴
学年主任。1年3学期のお邪魔キャラで、一番低いパラメータを持つプレイヤーに取り付いて勝手にパラメータを上げ、イベントを阻止する。また「知性」「芸術」のどちらかがその学期の足切り値に達していない場合にも現れ、その事を指摘する。臨海学校、修学旅行、進路相談など学校行事関連のイベントにも登場する。
田口 （たぐち）
声 - 高木渉
体育教師。「体力」のパラメータがその学期の足切り値に達していない場合に現れ、その事を指摘する。体育祭や球技大会、臨海学校などのイベントでも登場する。
古口 （ふるぐち）
声 - 押田浩幸
担任教師。2年1学期のお邪魔キャラで、一番高いパラメータを持つプレイヤーに取り付いて勝手にパラメータを上げ、イベントを阻止する。
東本 恭之 （ひがしもと やすゆき）
声 - 高木渉
同級生。2年2学期のお邪魔キャラで、一番「男気」の高いプレイヤーに取り付いてイベントを阻止する。基本的にお調子者で、シナリオ本編にもしばしば登場する。7月11日生まれのB型。
一条 正紀 （いちじょう まさき）
声 - 鈴村健一
同級生。「人徳」のパラメータがその学期の足切り値に達していない場合に現れ、その事を指摘する。東本同様に本編にも登場する。
伊藤 真衣子 （いとう まいこ）
声 - 田村ゆかり
同級生。「感性」のパラメータがその学期の足切り値に達していない場合に現れ、その事を指摘する。本編には登場しないため、東本や一条と比べ印象が薄い。
花田 山子 （はなだ やまこ）
山田花子によく似た風貌と関西弁が特徴的な同級生。2年3学期のお邪魔キャラで、一番「人気」の高いプレイヤーに取り付いてイベントを阻止する。1月4日生まれのA型。
伊達 恵 （だて けい）
声 - 笹沼晃（現・笹沼尭羅）
俗に言うストーカー。3年1学期のお邪魔キャラで、一番「好感度」の高いプレイヤーに取り付いてイベントを阻止する。ヒロインにストーキングしているという設定だが、その割にはヒロインと親しい男にばかり絡んでくる。2月27日生まれのA型。
ゆい
声 - 坂本真綾
『Little Lovers 2nd』のヒロインで、本作ではナビゲーターを務める。中学生。ヒロインの誕生日前やホワイトデーのプレゼント販売、学期末の所持金確認、物語のツッコミ役など、活躍の場は多岐にわたる。

### CPUキャラクター
プレイヤーの人数が4人に満たない時に参加する。特定のヒロインが相手だと有利な設定がなされている者もいる。なお、所属する部活はEPISODE II 以外のものである。
田中 誠
偏差値50、運動神経は人並み、趣味は読書という普通の高校生。天文部所属。基本的には消極的な思考ルーチンだが、妨害系カードを使用する傾向が強いので後半ほど注意が必要。なお、プレイヤーの思考をCOM思考に切り替えたときも田中の思考ルーチンになる。8月15日生まれのA型。
水垣 俊哉
自他共に認める遊び人。誠実・真面目・男気とは対極にいるタイプ。テニス部所属。田中と同様に消極的な思考ルーチンで、妨害が割と多い。ギャンブル好きであり、他のプレイヤーの2倍貰える小遣いを全額つぎ込む男らしい賭けぶりはある意味必見。儲かると強気なルーチンに、外して所持金を失うと弱気になる。6月1日生まれのB型。
小林 銀次
曲がったことが大嫌いな硬派タイプ。座右の銘は「不器用ですから」。剣道部所属。消極的な思考ルーチンで妨害もしないので楽な相手。ただし男気だけは非常に高く、男気関連のイベントでは強敵となる。1月3日生まれのA型。
田辺 篤
スポーツ万能の爽やかナイスガイ。ラグビー部所属。運動系のイベントには強く、テストに弱い。妨害頻度はそれなり。くるみキラー。10月3日生まれのO型。
河村 伊織
感性豊かな芸術家タイプ。軽音楽部所属。テストはそこそこの得点を取るが運動は苦手。田中・水垣同様に妨害系カードを使用する傾向が強く、彼らをメンバーに加えるとスリリングなプレイを楽しめる。あやキラー。12月27日生まれのAB型。
谷口 博
知的・誠実タイプ。生徒会に所属し、中学時代は生徒会長を務めた。テストでは高得点を連発するが、運動系のイベントは非常に弱い。なお、妨害はほとんど行わない。さゆりキラー。2月25日生まれのA型。
木館 慎一郎
他人の邪魔は絶対しない（「押し付けカード」に至るまで使わない）、天然系のイイ人。サッカー部所属。バランスの取れた能力で、初心者には厄介な相手となる。ゆりかキラー。7月3日生まれのO型。
徳田 直人
高校生活の全てを部活にかける愛すべき運動バカ。野球部所属。テストは致命的にダメだが運動系ミニゲームでは圧倒的な強さを誇る。あまり妨害はしてこないので与し易い相手。ゆきえキラー。4月5日生まれのA型。
小椋 隆史
学力、運動神経、ルックス等全てのパラメータが高い強敵。小遣いも他のプレイヤーの1.5倍貰える。バスケ部所属。パラメータの高さゆえにお邪魔キャラに取り付かれることも多く、間隙を縫って好感度を稼ぐテクニックが必要となる。自分がトップの時はあまり妨害しないが、トップの座から転落すると攻撃的なルーチンになる。ななキラー、というより全てのヒロインキラー。11月29日生まれのB型。

## スタッフ
- 企画 - イシイジロウ（日経映像）
- ゲームデザイン - 大舘俊一（日経ビデオバンク）、友永晃浩、イシイジロウ
- 脚本・演出 - 大舘俊一 （脚本協力：今屋理香）
- キャラクターデザイン・作画監督 - 近永早苗
- 音楽 - 棚橋信仁
- 音楽監督 - 野崎圭一（ビクターエンタテインメント）
- 音響監督 - 鶴岡陽太
- アニメーション制作 - スタジオ・ライブ
  - オープニングアニメーション 絵コンテ・演出 - 阿部達也
  - 作画監督補佐 - 近永健一
  - 美術監督・背景 - 砂川千里、湖山真奈美
  - 制作ディレクター - 阿部達也
- 助監督 - 藪下博文
- 総監督 - イシイジロウ
- アシスタントプロデューサー - 山下武史（NTT出版）
- プロデューサー - 北堀勝一（日経映像）、中村光伸（NTT出版）
- 協力 - 西宮市立西宮高等学校（緑ヶ丘高校のモデル。イシイの母校である）

## 主題歌
オープニングテーマ 「こんなに君はあったかいんだね」
作詞 - まつざきゆうこ / 作曲 - 浅見昂生 / 編曲 - 棚橋信仁 / 歌 - LITTLE WINGS（吉田古奈美・菅原祥子・笹本優子）
エンディングテーマ 「忘れない季節 〜DREAMIN'TOMORROW〜」
作詞・作曲 - 沢田聖子 / 編曲 - 棚橋信仁 / 歌 - 高橋美佳子

## イベント
制作発表会
1998年6月3日、六本木で開催。出演は、吉田肇（NTT出版 代表取締役社長）、田村祥蔵（日経映像 代表取締役社長）、矢島晶子（神藤ゆりか役）、吉田古奈美（日向さゆり役）ほか。「電撃PlayStation」Vol.76 などに記事掲載。
製品プロモーション
1. 1998年10月10・11日、「東京ゲームショウ'98秋」（幕張メッセ）のNTT出版ブースにおいてトークショー＆ミニライブを開催。出演は高橋美佳子（日向ゆき役）。
2. 1999年3月19 - 21日、「東京ゲームショウ'99春」（幕張メッセ）のNTT出版ブースにおいてトークショー＆ミニライブを開催。出演は菅原祥子（冬月あや役、19・20日）、笹本優子（松浦くるみ役、19・20日）、吉田古奈美（20日）、小西寛子（荻原なな役、21日）、高橋美佳子（19 - 21日）、イシイジロウ（19日）。

Little Lovers SHE SO GAME サマーキャンプ in AKIHABARA
1999年7月10・11日、秋葉原・第5電波ビルにてゲームの試遊、トークショー＆ミニライブを開催。出演は吉田古奈美（10日）、菅原祥子（11日）、高橋美佳子（10・11日）。
ヒロイン人気投票
第1回 （1999年5月）
1位：冬月あや（得票率38%）、2位：日向さゆり（26%）、3位：松浦くるみ（11%）、3位：神藤ゆりか（11%）、5位：荻原なな（8%）、6位：桜井ゆきえ（6%）
第2回 （1999年10月）
1位：日向さゆり（626票、得票率32.5%）、2位：冬月あや（503票）、3位：荻原なな（228票）、4位：松浦くるみ（172票）、5位：太田智子 （163票）、6位：桜井ゆきえ（114票）
第3回 （1999年11月）
1位：荻原なな（182票、得票率25.3%）、2位：冬月あや（164票）、3位：日向さゆり（122票）、4位：松浦くるみ（79票）、5位：桜井ゆきえ （68票）、6位：太田智子（42票）
第4回 （1999年12月）
1位：荻原なな（134票、得票率28.0%）、2位：日向さゆり（73票）、3位：冬月あや（60票）、4位：神藤ゆりか（59票）、5位：桜井ゆきえ（32票）、6位：太田智子（25票）

## 関連商品
作品ガイド
リトルラバーズ イラスト集
発売日：1998年6月 / 発行：NTT出版 ISBN 4-7571-8005-5
『Little Lovers』設定資料・イラスト集、声優座談会のほか、『Little Lovers 2nd』『Little Lovers SHE SO GAME』の設定画を収録。
リトルラバーズ シーソーゲーム 公式ガイド
発売日：1999年9月2日 / NTT出版 ISBN 4-7571-8057-8
シリーズ作品紹介、声優メッセージ、開発者インタビューなどを収録。
リトルラバーズ シーソーゲーム 近永早苗設定画集
発売日：1999年11月8日 / ティーツー出版（Visual Works Series） ISBN 4-88749-038-0
描き下ろしイラスト、未公開線画、近永早苗ロングインタビューなどを収録。
CD
こんなに君はあったかいんだね
発売日：1998年11月21日 / 発売：ビクターエンタテインメント / 品番：VICL-35035
忘れない季節 〜DREAMIN'TOMORROW〜
発売日：1998年11月21日 / ビクターエンタテインメント / 品番：VICL-35040
Little Love Letters
ヒロインを個別に取り上げたミニアルバムシリーズ。ミニドラマも収録。発売元はビクターエンタテインメント。
- FIRST MAIL 緑ケ丘高校　冬月あや （歌 - 菅原祥子、発売日：1998年12月19日、品番：VICL-60229）
- SECOND MAIL 緑ケ丘高校 神藤ゆりか （歌 - 矢島晶子、1999年1月21日、VICL-60230）
- THIRD MAIL 緑ヶ丘高校 桜井ゆきえ （歌 - 川澄綾子、1999年2月24日、VICL-60231）
- 4TH MAIL 緑ヶ丘高校　松浦くるみ （歌 - 笹本優子、1999年3月20日、VICL-60232）
- 5TH MAIL 緑ケ丘高校 荻原なな （歌 - 小西寛子、1999年4月21日、VICL-60233）
- 6TH MAIL 緑ケ丘高校 日向さゆり （歌 - 吉田古奈美、1999年5月21日、VICL-60234）

リトルラバーズ シーソーゲーム オリジナル・サウンドトラック 3D SUPER FANTASY
発売日：1999年9月22日 / 発売：ビクターエンタテインメント / 品番：VICL-60235
その他
リトルラバーズシーソーゲーム [漫画]
作者：近永早苗 / 発行：メディアワークス（電撃G'sマガジン 1999年7月号 - 9月号連載、全3話）
オールカラー描き下ろしで、あや・くるみ・さゆり編（EPISODE IV - VI）をコミカライズ。
コナミコレクションカード　リトルラバーズ シーソーゲーム
発売：コナミ / 全90種類（スペシャルカード9種）